# (1134) Kepler
(1134) Kepler ist ein Asteroid des Hauptgürtels, der am 25. September 1929 vom deutschen Astronomen Max Wolf in Heidelberg entdeckt wurde. 
Der Asteroid wurde 1930 nach dem deutschen Naturphilosophen und Astronomen Johannes Kepler (1571–1630) benannt, zum Anlass seines 300. Todestages.